# Anthony Jayakody
Jayakody Aratchige Don Anthony Jayakody (ur. 2 października 1958 w Pamunugama) – lankijski duchowny katolicki, biskup pomocniczy Kolombo od 2018.

## Życiorys
Święcenia kapłańskie otrzymał 27 lipca 1985 i został inkardynowany do archidiecezji Kolombo. Przez wiele lat pracował w lankijskich seminariach duchownych (m.in. jako rektor diecezjalnego seminarium w latach 2011-2018). W 2011 został wikariuszem biskupim ds. formacji kapłańskiej.
4 kwietnia 2018 papież Franciszek mianował do biskupem pomocniczym Kolombo ze stolicą tytularną Mulli. Sakry udzielił mu 23 czerwca 2018 kardynał Malcolm Ranjith.